# Jules Mazarin
Jules Mazarin, (Pescina, Abruzzi, Italija, 14. srpnja 1602. – Vincennes, Francuska 9. ožujka 1661.), bio je kardinal i predsjednik vlade Francuske od 1642. do svoje smrti. Rođen kao Giulio Mazarini podrijetlom je bio iz jedne sicilijanske obitelji.
Studirao je u Rimu kao i na španjolskim sveučilištima u Alcalá de Henaresu i Salamanci.
1620.-ih upoznaje Luja XIII. i kardinala Richelieua u Francuskoj. 1641. Richelieu ga predlaže za kardinala i svog nasljednika. Richelieu umire 1642., poslije čega Ludvig XIII. uzima Mazarina za predsjednika vlade. Mazarin pokušava provesti Richelieuove ideje. Ratovi protiv Španjolske se nastavljaju. Prvi rat završava Westfalskim mirom 1648., a drugi Pirinejskim mirom 1659. U oba rata Francuska ja osvojila nove oblasti.
Mazarin je imao finacijskih poteškoća i to se odrazilo kroz opće nezadovoljstvo prema kardinalu zbog čega izbija ustanak (La Fronde) 1648. Početkom 1651. Mazarin je bio primoran pobjeći iz Pariza za Brühl, blizu Kölna, odakle nastavlja upravljati Francuskom. Vraća se ponovno u Francusku, ali opet bježi 1652. Nakon toga se vraća u Pariz 3. veljače na opće zadovoljstvo naroda. U biti on je upravljao Francuskom zajedno s Lujom XIV., kada je kralj u dobi od 13 godina proglašen zrelim (1651).
Jedan od dokaza Mazarinovog interesa i strasti prema književnosti, je knjižnica  Bibliothéque Mazarine u Parizu koja je nazvana prema njemu. Knjižnica je otvorena za javnost 1643. 